# پرودان گرادژف
پرودان گرادژف (بلغاری: Продан Стоянов Гарджев؛ ۸ آوریل ۱۹۳۶ – ۵ ژوئیه ۲۰۰۳) کشتی‌گیر آزاد اهل بلغارستان بود.
وی در مسابقات کشوری و بین‌المللی در مجموع برندهٔ ۳ مدال طلا، ۱ مدال نقره، ۳ مدال برنز شده‌است.